# René Le Bourhis
Pour les articles homonymes, voir Le Bourhis.
 René Le Bourhis, né le 17 avril 1932 à Saint-Malo-de-Guersac, est un joueur français de rugby à XV, qui a joué avec l'équipe de France et le Stade rochelais au poste de deuxième ligne (1,90 m pour 96 kg). Ses petits-fils Maxime et Yohan sont également joueurs de rugby à XV. 

## Carrière de joueur
Il fait sa carrière en club avec le Stade rochelais de 1956 à 1969. Il avait d'abord fait ses classes au Rugby Club de Trignac. 
Durant ces treize années dans l'élite, René Le Bourhis, avec son physique impressionnant de deuxième ligne, a foulé tous les terrains de la terre d'ovalie. Ce séjour au plus haut niveau lui aura même permis de connaître les joies de la sélection nationale à trois reprises, dont deux fois contre la fameuse Équipe d'Afrique du Sud de rugby à XV, les Springboks.

## Palmarès
- Championnat de France: quart de finaliste en 1961, 1962

## Statistiques en équipe nationale
- Sélection en équipe nationale : 3